# 迈尔涅
迈尔涅，是匈牙利绍莫吉州所辖的一个村。总面积25.93平方公里，总人口1469，人口密度56.7人/平方公里（2011年1月1日）。